# المنتقى شرح الموطأ
كتاب المنتقى شرح الموطأ للإمام الباجي، هو كتاب ألفه أبو الوليد سليمان بن خلف بن سعد بن أيوب الباجي الذهبي على موطأ الإمام مالك في الحديث.
ذكر فيه الباجي أقوال الإمام مالك في موطأه، واختلاف علماء المذاهب، وبيان معاني الأحاديث والآثار، وسلك فيه سبيل إيراد الحديث، والمسألة من الأصل، ثم أتبع ذلك ما يليق به من الفرع، وأثبته شيوخه المتقدمون، من المسائل، وسد من الوجوه والدلائل.

## أساس كتاب المنتقى
قال عنه القاضي عياض: "كتابه المنتقى في شرح الموطأ عشرين مجلدًا، لم يؤلف مثله. وكان ابتدأ كتابًا أكبر منه بلغ فيه الغاية سماه «الاستيفاء» في هذا المعنى، لم يصنع مثله، في مجلدات.
ثم اختصر من المنتقى كتابًا آخر سماه الإيماء، خمس مجلدات".
فبالتالي هي 3 كتب في الموطأ للباجي:
1. الاستيفاء شرح الموطأ: وهو كتاب ضخم، ذكر فيه الأحاديث والآثار والأسانيد واختلاف الفقهاء وأدلة الأقوال واستيعاب المسائل وغير ذلك.
2. المنتقى شرح الموطأ: وهو انتقاءات من كتاب «الاستيفاء»، فكان خاليًا من الأسانيد وما لها.
3. الإيماء: وهو اختصار للمنتقى.

## الغاية من تأليف الكتاب
ألف الباجي كتابه الاستيفاء، لكن كان ضخمًا لن يقرأه أكثر الراغبين، فكان كتاب المنتقى، وقد شرح أسباب كتابته كتاب المنتقى في مقدمته، حيث جاء فيها:
| المنتقى شرح الموطأ | وفقنا الله وإياك لما يرضيه، فإنك ذكرت أن الكتاب الذي ألفت في شرح الموطأ المترجم، بـ "كتاب الاستيفاء" يتعذر على أكثر الناس جمعه، ويبعد عنهم درسه، لا سيما لمن يتقدم له في هذا العلم نظر، ولا تبين له فيه بعد أثر، فإنَّ نظره فيه يبلد خاطره، ويحيره. ولكثرة مسائله ومعانيه يمنع تحفظه وفهمه، وإنما هو لمن رسخ في العلم وتحقق بالفهم، ورغبت أن اقتصر فيه على الكلام في معاني ما يتضمنه ذلك الكتاب من الأحاديث والفقه، وأصل ذلك من المسائل بما يتعلق بها في أصل كتاب الموطأ، ليكون شرحًا له، وتنبيهًا على ما يستخرج من المسائل منه، ويشير على الاستدلال على تلك المسائل والمعاني التي يجمعها، وينصها، ما يخفف ويقرب، ليكون ذاك حظ من ابتدأ في هذه الطريقة من كتاب الاستيفاء إن أراد الاقتصار عليه، وعونًا له، إن طمحت همته إليه. | المنتقى شرح الموطأ |

## منهج الباجي في المنتقى والفرق بينه وبين كتاب الاستيفاء
ألف الباجي كتابه المنتقى من الاستيفاء، فحذف منه بعض الأقسام، شرحها في مقدمة كتابه، فذكر:
| المنتقى شرح الموطأ | وانتقيت من الكتاب المذكور، على حسب ما رغبته وشرطته، وأعرضت فيه عن ذكر الأسانيد، واستيعاب المسائل، والدلالة، وما احتج به المخالف، وسلكت فيه السبيل الذي سلكت في كتاب الاستيفاء من إيراد الحديث والمسألة من الأصل، ثم أتبعت ذلك ما يليق به من الفرع، وأثبته شيوخنا المتقدمون رضي الله عنهم، من المسائل، وسد من الوجوه والدلائل، وبالله التوفيق وبه استعين. | المنتقى شرح الموطأ |